# 小関谷地
小関谷地（こせきやじ）は、福島県郡山市に所在する字である。郵便番号は963-8039。

## 地理
郡山市役所本庁所管地域である市街中心部に属し、住所としては「郡山市字小関谷地」と表記される。北東で桑野北町、東で桑野、南で亀田、西から北にかけ下亀田とそれぞれ隣接する。また北西側の下亀田地内にTSUTAYA桑野店建屋を隔て飛地上に1、2番地が所在する。東日本旅客鉄道（JR東日本）郡山駅西側市街地西部に位置し、うねめ通り北側沿線の一角を範囲とする。隔てられた南東側は店舗と駐車場十数軒の民家が、北西側にも民家が連なる。開成に所在する郡山警察署開成山交番、および堂前町に所在する郡山消防署本署がそれぞれ管轄にあたる。

## 世帯数と人口
2024年1月1日現在の世帯数と人口は以下の通りである。
| 町丁     | 世帯数 | 人口 |
| -------- | ------ | ---- |
| 小関谷地 | 11世帯 | 23人 |

## 小・中学校の学区
市立小・中学校に通う場合、学区は以下の通りとなる。
| 番地                                      | 小学校             | 中学校                 |
| ----------------------------------------- | ------------------ | ---------------------- |
| 1番地の1～5番地の1、 10番地の1～23番地の5 | 郡山市立桑野小学校 | 郡山市立郡山第六中学校 |
| 上記を除く全域                            | 郡山市立大島小学校 | 郡山市立郡山第六中学校 |

## 交通

### 道路
- 福島県道142号河内郡山線（うねめ通り）
  - 域外東側至近に国道49号桑野三丁目交差点がある。

## 施設等
- TSUTAYA 桑野店（駐車場の一部のみ）
- Bakeryいずみがもり 桑野店